# Joseph Binder Award
Der Joseph Binder Award (JBA) ist ein in Österreich ausgeschriebener Designwettbewerb im Bereich Grafikdesign und Illustration mit internationaler Ausrichtung. Seit 1996 wird er von designaustria, einem Interessenverband und Wissenszentrum für Design in Österreich, im Zweijahresrhythmus durchgeführt. Die Preise sind undotiert, die Teilnahme ist kostenpflichtig.

## Details
Der Wettbewerb ist nach Joseph Binder, einem der führenden Grafikdesigner und Illustrator im Österreich der Zwischenkriegszeit benannt, der 1938 in die Vereinigten Staaten emigrierte.
Die Beurteilung der Einreichungen zum Joseph Binder Award erfolgt durch eine internationale Fachjury, in der beispielsweise Cordula Alessandri, Lo Breier, Gerd Dumbar, Fons Hickmann, Freda Sack, Stefan Sagmeister, Niklaus Troxler und Lars Müller vertreten waren. Er ist der einzige international ausgeschriebene österreichische Designwettbewerb.
2014 reichten 340 Grafikdesigner und Illustratoren aus 29 Ländern ein. Bei der Preisverleihung im MuseumsQuartier Wien wurden 9 Gold-, 14 Silber- und 13 Bronze-Awards vergeben. Begleitend zur Preisverleihung erscheint ein Katalog, in dem alle nominierten Projekte dokumentiert und die Mitglieder der internationalen Jury vorgestellt werden.
Seit 2014 findet der Award in Zusammenarbeit mit dem Internationalen Council of Graphic Design Association statt.
2018 gab es 876 Einreichungen von 461 Teilnehmern aus 38 Ländern. 2020 verzeichnete der Wettbewerb die Rekordzahl von 1.029 Einreichungen aus 46 Ländern. Die Preisträger wurden zuerst im designforum Wien, MuseumsQuartier Wien, ausgestellt und in einem umfassenden Katalog präsentiert, ein weiterer Ausstellungsort war der Weissraum in Innsbruck.